# Claude Chichon
Claude Chichon (født 23. august 1966 i Paris) er en fransk trubadur, der nu bor i Aarhus. Han har boet i Danmark siden 1986 og er gift med Lene Nørgaard, som underviser på Det Jyske Musikkonservatorium. Claude Chichon har skrevet en lang række sange, men er mest kendt for sine melodier til prinsgemalens digte.

## Musikuddannelse
Claude Chichon har spillet musik siden han var otte år. Han har modtaget klassisk klaverundervisning i Paris i 10 år og sunget i det franske radiobørnekor i fire år. Han har gået på Det Jyske Musikkonservatorium med klaver som hovedfag.

## Prinsgemalen
På prinsgemalens 78 års fødselsdag i 2012 kunne Claude Chichon overrække ham CD'en La sirène med 13 musiknumre til hans digte. Da ARoS i oktober 2013 åbnede udstillingen Pas de deux royal med dronningens og prinsgemalens kunstværker, lancerede Claude Chichon sammen med Bent Fabricius-Bjerre musik til nogle af prinsgemalens digte. 
Sammen med det danske magasin La France samlede Claude Chichon ind til en folkegave, der skulle overrækkes til prinsgemalen på hans 80 års fødselsdag 11. juni 2014. Det skulle være en CD med et mix af Claude Chichons egen musik og tekster, gamle franske chansons i moderne inciterende toner, enkelte af prinsgemalens digte sat i musik samt kompositioner af Bent Fabricius Bjerre, der spillede klaver til.

## CD'er
- Prendre le temps 2005
- Sentiments 2008
- La sirène 2012
- Franske digte af HKH prinsgemal Henrik, sat i musik af Bent Fabricius-Bjerre & Claude Chichon 2013

. Skiltet erstattes af et officielt vejrfast vejskilt.

## Æreskunstner i Østermarie
Prinsgemalen, der blev æreskunstner i Østermarie i 2014, skulle foreslå sin efterfølger og valgte Claude Chichon. Prinsgemalen overværede KulturBornholms æreskunstnerkoncert i Østermarie Kirke 16. maj 2015 og begrundede sit valg. Han læste egne digte på fransk, og Claude Chichon sang dem og akkompagnerede sig selv på klaver. Ved koncerten medvirkede bl.a. Ingeborg Børch, Dorthe Elsebet Larsen, Nylarskoret, pianisten Kristoffer Hyldig og Sangforeningen Morgenrødens store kor. Som de foregående 25 æreskunstnere fik Claude Chichon opkaldt en lokalitet i Østermarie efter sig. Det blev Claude Chichons Salon i Vores Folkekøkken, som er ved at blive indrettet i det tidligere plejehjem over for kirken.